# Ròchaforchaa
Rochefourchat és un municipi francès situat al departament de la Droma i a la regió d'Alvèrnia-Roine-Alps. L'any 2007 tenia un habitant.

## Demografia

### Població
El 2007 la població de fet de Rochefourchat era d'1 persona.
La població ha evolucionat segons el següent gràfic:
Habitants censats

### Habitatges
El 2007 hi havia 7 habitatges, 1 era l'habitatge principal de la família i 6 eren segones residències. Tots els 7 habitatges eren cases. L'únic habitatge principal que hi havia estava ocupat pel seu propietari; tenia cinc cambres o més. 1 habitatges disposaven pel capbaix d'una plaça de pàrquing. A 1 habitatges hi havia un automòbil i a 0 n'hi havia dos o més.

## Economia
L'única persona en edat de treballar el 2007 era activa. I estava ocupada.(1 home)

## Poblacions més properes
El següent diagrama mostra les poblacions més properes.